# Angèle Manteau
Angèle Manteau (francès: Angèle Georgette Ghislaine Manteau)  (Dinant, 24 de gener de 1911 - Aalst, 20 d'abril de 2008) va ser una editora belga. Era filla d'una família benestant i llibrepensant, són pare era un teixidor, originari de Lilla (França) i sa mare era belga.
Va estudiar química a la Universitat Lliure de Brussel·les. Durant els seus estudis va estar-se amb la família de l'escriptor i periodista neerlandès Jan Greshoff i així va aprendre el neerlandès i conèixer la literatura neerlandesa. No va acabar els estudis i va esdevenir secretària de l'editorial Stols. Sobre aquest temps, ella mateixa va dir: «secretària era una paraula ample, era la dona per tot fer: facturista, telefonista, mecanògrafa, comptable, empaquetadora…»
Després d'un any i mig aprenentatge a l'editorial Stols, el 1932 va començar a Brussel·les la seva pròpia empresa d'importació de llibres neerlandesos i més tard també anglesos i alemanys amb els quals visitava els llibreters. A l'inici, l'acolliment amb els llibreters flamencs, la majoria poc cosmopolites, no era gaire cordial. Evocant els seus inicis, durant una conferència el 1982 va dir: «Imagineu-vos en aquest temps remots, una noia de 21 anys, amb accent franco-holandès, una mica vana i vestida molt de moda, amb celles epilades, sovint va ser acollida com el representant del diable.»
De 1938 a 1970 va dirigir, amb gran èxit, l'editorial que va crear i que porta el seu nom. Publicava una mitjana de trenta obres cada any. De 1971 a 1978 va esdevenir directriu de la secció literària de l'editorial Elsevier a Amsterdam.
El seu fons contenia tots els escriptors flamencs importants d'aquest període, junt amb traduccions d'autors internacionals com Vercors, Curzio Malaparte i Françoise Sagan. Fins aleshores (1938), totes les editorials belgues que publicaven en neerlandès pertanyien a una agrupació política (catòlica, socialista o liberal) i editaven d'una manera paternalista només les obres que corresponien a la compartimentació ideològica. Com a valona, Manteau era forana a aquestes castes i, amb la seva determinació ben pròpia, no feia cas de qualsevol ideologia. Dos criteris van guiar les seves decisions de publicar: la qualitat literària i la necessitat de tenir un fons mixt per tal d'assegurar la viabilitat econòmica de la seva empresa. Era una opció difícil a l'inici i Manteau va queixar-se de la dificultat de sobreviure econòmicament en un paisatge literari dominat per la censura catòlica. «La campanya de denigració de l'església era encara més dolenta que l'ocupació alemanya»
Era una persona tossuda, si no enterca, que va tenir altercats notoris amb autors que va descobrir i promoure. Autors com Louis Paul Boon, Hugo Claus i Jeroen Brouwers, van deixar la casa editorial amb gran sorroll. També la relació amb la seva biògrafa Greta Seghers va terminar de forma conflictiva. El 1998 va commoure la societat flamenca en donar una part del seu arxiu literari personal a la Biblioteca reial a La Haia. Ulteriorment la Biblioteca va tornar-lo com depòsit a la Casa de les Lletres a Anvers, el museu i arxiu de les lletres neerlandesos de Bèlgica.
El 1986, va rebre l'Orde d'Orange-Nassau als Països Baixos i Balduí I de Bèlgica va atorgar-li el títol de baronessa.
Va morir el 20 d'abril de 2008 a Aalst.

## El fons Manteau
Al fons de l'editorial Manteau es troben obres d'autors com: Jeroen Brouwers, Johan Daisne, Louis Paul Boon, Willem Elsschot, Hubert Lampo, Piet van Aken, Hugo Claus, Jos Vandeloo, Ward Ruyslinck, Jef Geeraerts, Paul Snoek, Karel van de Woestijne, Herman Teirlinck, August Vermeylen, Dirk De Witte, Adriaan Venema.

## Biografia
- Bruinsma, Ernst. Kwaliteit als credo: een geschiedenis van uitgeverij Manteau (1938-1953) [Un credo de qualitat: història de l'editorial Manteau (1938-1953)].  Amsterdam: Meulenhoff, 2005. ISBN 90-5990-027-8.
- Manteau, Angèle; Schoemans, Roger H. (ed.). Ja, maar mevrouw, deze schrijven Nederlands : een uitgeefster aan het woord over het boekenvak [Solament, senyora, aquests escriuen en neerlandès - Una editriu parla del seu mester] (pdf, llibre electrònic gratuït).  Antwerpen: Standaard Uitgeverij, 2000. ISBN 90-02-20996-7.
- Seghers, Greta. Het eigenzinnige leven van Angèle Manteau [La vida obstinada d'Angèle Manteau] (en neerlandès).  Amsterdam: Prometheus, 1992, p. 190. ISBN 90-5333-104-2.